# (2707) Ueferji
(2707) Ueferji – planetoida z pasa głównego asteroid okrążająca Słońce w ciągu 5 lat i 249 dni w średniej odległości 3,18 j.a. Została odkryta 28 sierpnia 1981 roku w Obserwatorium La Silla przez Henriego Debehogne. Nazwa planetoidy pochodzi od Universidade Federal do Rio de Janeiro (UFRJ), największego uniwersytetu w Brazylii. Przed nadaniem nazwy planetoida nosiła oznaczenie tymczasowe (2707) 1981 QS3.